# Meristobelus
Meristobelus é um género de coleópteros da família Erotylidae, subfamília Languriinae.
Ocorre na Costa Rica.